# Municipio de Pickaway (Illinois)
El municipio de Pickaway (en inglés: Pickaway Township) es un municipio ubicado en el condado de Shelby en el estado estadounidense de Illinois. En el año 2010 tenía una población de 179 habitantes y una densidad poblacional de 2,33 personas por km².

## Geografía
El municipio de Pickaway se encuentra ubicado en las coordenadas 39°33′30″N 88°51′51″O / 39.55833, -88.86417. Según la Oficina del Censo de los Estados Unidos, el municipio tiene una superficie total de 76.91 km², de la cual 76,91 km² corresponden a tierra firme y (0 %) 0 km² es agua.

## Demografía
Según el censo de 2010, había 179 personas residiendo en el municipio de Pickaway. La densidad de población era de 2,33 hab./km². De los 179 habitantes, el municipio de Pickaway estaba compuesto por el 98,88 % blancos, el 0,56 % eran afroamericanos y el 0,56 % eran de una mezcla de razas. Del total de la población el 0 % eran hispanos o latinos de cualquier raza.